# José Antonio Pérez-Cotapos
José Antonio Pérez-Cotapos Aldunate (Concepción, Chile, 1785 - ibidem, 1834). Fue un coronel patriota chileno, del bando carrerino, participante en el proceso de la Independencia Chilena.

## Biografía
Nacido en Concepción, fue hijo de Manuel Pérez-Cotapos Guerrero y Mercedes Aldunate Larraín Lecaros, debido a sus estudios se fue a vivir a Santiago a principios del siglo XIX.
Le fue leal a José Miguel Carrera en la época denominada Patria Vieja, consiguiendo grandes cargos en su gobierno. Después del Desastre de Rancagua el 2 de octubre de 1814, abandona Chile volviendo en febrero de 1817 tras la victoria en Chacabuco. Fue un fuerte opositor al gobierno de Bernardo O'Higgins recibiendo grandes amenazas con el destierro.
Pérez-Cotapos participó en el cabildo abierto del 28 de enero de 1823, donde O'Higgins abdicó como Director Supremo. Ese mismo año fue elegido diputado por Santiago en las Asambleas Provinciales, 5 años después fue elegido en el mismo cargo por la provincia de Elqui y Cutún en el Congreso General Constituyente y en el Congreso Nacional en 1829.
Fue Ministro de Guerra y Marina, nombrado durante la Vicepresidencia de la República de Francisco Ramón Vicuña, desde el 3 de noviembre de 1829 hasta el 18 de febrero de 1830. 
Volvió con su familia a su ciudad natal donde fallece a la edad de 49 años.

## Familia
Con Rosario Puga (examante de O'Higgins) tuvo dos hijos, entre ellos Federico Pérez-Cotapos Puga.
- Datos: Q5938052